# پژوهشی در باب خیر
پژوهشی در باب خیر، (به انگلیسی: An Inquiry into the Good) همچنین با عنوان مطالعه خوبی نیز شناخته می‌شود، (به ژاپنی: 善の研究) اولین کتاب فیلسوف ژاپنی کیتارو نیشیدا است که در سال ۱۹۱۱ منتشر شد.
همان‌طور که او در پیش‌گفتار این اثر توضیح می‌دهد، ابتدا قسمت‌های دوم و سوم و سپس بخش‌های اول و چهارم نوشته شد. بخش اول توضیحی از ماهیت چیزی است که او آن را «تجربه ناب» می‌نامد، که در اساس اندیشه او قرار دارد. بخش دوم بیان اندیشه فلسفی او و بخش اصلی این کتاب است. سپس، با پایه‌گذاری این چنینی، نیشیدا به بحث در مورد خیر در قسمت سوم می‌پردازد. او قسمت چهارم را به‌دلیل اعتقادش به این که پایان فلسفه، دین است ضمیمه کرد. دلیل این‌که او این اثر را با وجود این‌که نیمی از آن به بحث در مورد نکات فنی در فلسفه اختصاص دارد، پژوهشی در باب خیر گذاشت، به این دلیل است که فکر می‌کرد در نهایت، محور اصلی این اثر، مسائل بزرگ زندگی بشر است و وجود داشتن خیر.

## فهرست مطالب

### بخش اول: تجربه ناب
- فصل ۱: تجربه ناب
- فصل ۲: فکر
- فصل ۳: اراده
- فصل ۴: شهود فکری

### بخش دوم: واقعیت
- فصل ۱: نقطه عزیمت برای تحقیق ما
- فصل ۲: پدیده‌های آگاهی یک واقعیت هستند
- فصل ۳: ماهیت واقعی واقعیت
- فصل ۴: واقعیت واقعی همیشه شکل یکسانی دارد
- فصل ۵: فرمول بنیادی واقعیت واقعی
- فصل ۶: واقعیت واحد
- فصل ۷: توسعه واقعیت از طریق تمایز
- فصل هشتم: طبیعت
- فصل ۹: روح
- فصل ۱۰: خدا به‌مثابه واقعیت

### قسمت سوم: خوب
- فصل ۱: اقدام (قسمت ۱)
- فصل ۲: اقدام (قسمت ۲)
- فصل ۳: آزادی اراده
- فصل ۴: تحقیق در مورد ارزش‌ها
- فصل ۵: نظریه‌های اخلاق (بخش اول)
- فصل ششم: نظریه‌های اخلاق (بخش دوم)
- فصل ۷: نظریه‌های اخلاق (بخش سوم)
- فصل هشتم: نظریه‌های اخلاق (بخش چهارم)
- فصل ۹: خوب (نظریه عمل)
- فصل ۱۰: حسن شخصیت
- فصل ۱۱: انگیزه عمل خوب (شکل خیر)
- فصل ۱۲: پایان عمل نیک (محتوای خیر)
- فصل ۱۳: عمل خوب کامل

### بخش چهارم: دین
- فصل ۱: مطالبه مذهبی
- فصل ۲: خدا
- فصل ۳: خدا و جهان
- فصل ۴: دانش و عشق

## بازخورد
گراهام پارکز پژوهشی در باب خیر را یک «شاه‌کار» توصیف کرد. او نوشت که با علاقه ژاپنی‌ها به فلسفه غرب که با بازسازی میجی در سال ۱۸۶۸ آغاز شد، این امکان برای فلسفه ژاپن فراهم شد. او این کتاب را «راه‌گشا» دانست و آن را به‌عنوان شناخته‌شده‌ترین دستاورد نیشیدا معرفی کرد.
نینیان اسمارت، محقق مطالعات دینی، اظهار داشت که پژوهشی در باب خیر «به‌عنوان اولین اثر واقعاً خلاقانه یک ژاپنی که صرفاً ایده‌های غربی را تکرار نمی‌کرد، و در عین حال از تفکر و اصطلاحات مدرن استفاده می‌کرد، بسیاری از خوانندگان را مورد توجه قرار داد». او اضافه کرد که این اثر توسط فیلسوف تاکاهاشی ساتومی مورد انتقاد قرار گرفت، چرا که ذهنیت‌گرایی «تجربه ناب» را بیش از حد روان‌شناختی می‌دانست.

#### نسخه‌ها
- نیشیدا کیتارو، پژوهشی در باب خیر [善の研究]، ویرایش. فوجیتا ماساکاتسو [藤田 正勝] (توکیو: ایوانامی شوتن [岩波書店]، ۲۰۱۲).
- نیشیدا کیتارو، پژوهشی در باب خیر [善の研究]، ویرایش. کوزاکا کونیتسوگو [小坂 国継] (توکیو: Kōdansha [講談社]، ۲۰۰۶).

#### کتاب‌ها
- Take'uchi Yoshitomo [竹内 良知]، «تشکیل پژوهشی در باب خیر» [『善の研究』の成立] در نیشیدا کیتارو [西田幾多郎 [西田幾多郎 [西田幾多郎 [西田幾多郎] (دانشگاه توکیو ۱۹۷۰).
- شیمومورا توراتارو [下村 寅太郎]، «نیشیدا کیتارو» در مجموعه آثار شیمومورا توراتارو، جلد. ۱۲: فلسفه نیشیدا و اندیشه ژاپنی [下村寅太郎著作集第۱۲巻——西田哲学と日本の思想] (توکیو: Misuzu, Shobō۱).
- فوجیتا ماساکاتسو [藤田 正勝] (ویرایش)، پژوهشی در باب خیر: یک قرن به/از جهان [『善の研究』の百年——世界へ/世界から] (انتشارات دانشگاه کیوتو).